# Nima Arkani-Hamed
Nima Arkani-Hamed (n. 5 aprilie 1972, Houston, Texas, SUA) este un fizician american de origine iraniană, specializat în domeniul fizicii energiilor înalte, fizicii colliderelor, cosmologiei, gravitației, cu rezultate remarcabile în domeniul supersimetriei și supergravitației, fizicii extradimensiunilor, profesor la Universitatea Princeton, membru al Academiei Americane de Arte și Științe⁠(d). De asemenea, este director al programului de inоvații Carl P. Feinberg la Center of future of High Energy Physics de la Universitatea din Beijing.

## Biografie
Deși născut la Houston in SUA din părinți iranieni, ambii fizicieni, la vârsta de 10 ani a revenit cu părinții în Iran , in speranța, că revoluția iraniană din 1979 va deschide perspective în democratizarea țării, învățământului și cercetării științifice. Tatăl său a lucrat profesor de fizica Pământului și planetara in cadrul programului Apollo la Universitatea Sharif din Teheran,iar ulterior și în Canada în acest domeniu.
Întrucât speranțele părinților nu au fost satisfactute, aceștia fiind nevoiți să semneze o petiție împotriva regimului din Iran, ulterior,in anul 1982, întreaga familie a plecat în Canada.

## Cariera academică și cercetare științifică
Arkani-Hamed a absolvit Universitățile din Toronto și California Institute of Technology. Majoritatea studiilor timpurii au fost în domeniul supersimetriei și a aromei. Teza de doctorat s-a numit "Supersimetrie și Ierarhii" și a fost susținută la Slac Theory group de la Universitatea Stanford în anul 1997. În acești ani a lucrat cu Savas Dimopoulos și Gia Dvali la paradigma extradimensiunilor mari.
În anul 1997 a trecut ca faculty la Universitatea Berkeley din California, iar din 2001 până în 2008 a lucrat că profesor la Universitatea Harvard.
Din 2008 până în 2021 a lucrat la Institute for Advanced Studies la Princeton, pentru că din 2021 să treacă că primul director de program Carl P. Feinberg la Centrul de studii pentru viitorul fizicii energiilor înalte la Universitatea din Beijing, care reprezintă o colaborare a Universității Princeton cu partenerii chinezi.

## Onoruri și premii
În anul 2003 a câștigat medalia Gribov in fizica energiilor înalte, iar în anul 2005 a câștigat premiul Phi, Beta, Kappa pentru predare.
În anul 2008 a câștigat premiul Universității din Tel Aviv pentru savanți tineri.
În anul 2009 a fost ales în Academia Americană de Arte și Științe⁠(d).
În anul 2017 a fost ales în Academia Națională de Științe a Statelor Unite ale Americii⁠(d).